# 남서부민발톱도마뱀붙이
남서부민발톱도마뱀붙이(Crenadactylus ocellatus), 일명 사우스웨스턴 클로리스 게코(southwestern clawless gecko), 웨스턴 클로리스 게코(western clawless gecko)는 호주에 서식하는 도마뱀붙이과 중에서 제일 작은 야행성 도마뱀붙이류이다.
호주에 고유하며, 남서부에 분포하고, 나도스피니펙스류(en:Triodia (plant))가 무성한 사막이나 바위가 널린 지면에서 발견된다. 지면성 도마뱀붙이류이며, 서식처는 잎더미, 폐허 더미, 바위 밑이다. 때로는 허먹(en:hummock)의 밑부분에서 발견된다.
웨스턴 클로리스 게코(western clawless gecko)라고도 불리지만, 이 이름은 서부민발톱도마뱀붙이를 가리키기도 한다.

## 분류
이 종은 존 에드워드 그레이가 1845년에 대영박물관의 표본을 그가 만든 돌도마뱀붙이속으로 재분류하면서 최초로 기술하였다. 표본은 알코올로 보존되었으며, 웨스트오스트레일리아주의 부차난(Buchanan)에서 수집되었다고 적혀있다. 존 길버트(:en:John Gilbert (naturalist))가 수집한 다른 두 표본은 "호트만 앨브로스(Houtman's Abrollos)"에서 수집되었다고 적혀있으며, Diplodactylus bilineatus라는 다른 종에 배치되었지만 후에 같은 분류군으로 인정받았다.
민발톱도마뱀붙이속의 2016년에 개별 종으로 승격된 몇몇 종은 이전에는 지리적으로 구분되는 아종으로 여겨졌다.
그레이가 두 종에 임의적으로 붙인 이름 'the two-lined diplodactyle'는 bilineatus, 'the eyed diplodactyle'는 ocellatus라는 종명이 되었다.